# Патрик Генрі
Патрик Генрі (англ. Patrick Henry; 29 травня 1736 — 6 червня 1799) — американський політичний лідер.
Патрик Генрі був прибічником справи революції. Супротивник Філадельфійського конвенту, відмовився брати у ньому участь. Очолив опір ратифікації Конституції США у штаті Вірджинія. Вимагав вміщення Біллю про права у текст Конституції. У березні 1775 року на другому конвенті Вірджинії виголосив знамениту промову «Свобода або смерть».
Патрик Генрі був губернатором Вірджинії у 1776—1779 та 1784—1786 роках.

## Біографія
За освітою — юрист. У 1763 році Генрі виступив адвокатом на судовому процесі про тютюновий податок, результат якого справив великий вплив на розвиток руху за незалежність американських колоній Англії.
У 1765 році Генрі обрано в нижню палату представників колонії Вірджинія (House of Burgesses). У 1775 році він виступив у парламенті Вірджинії з гарячою промовою на захист прав народу Америки, фраза з якої «Дайте мені волю або дайте мені смерть» (give me liberty or give me death) стала класичною.
У період з 1776 по 1779 рік і з 1784 по 1786 рік обіймав посаду губернатора Вірджинії. Пізніше Генрі виступав як запеклий противник конституції США й антифедераліст, вважаючи, що уряду США передаються занадто великі повноваження. У 1791 році, після проведення Александром Гамільтоном скандальної фінансової реформи, Генрі висловлювався навіть за вихід Вірджинії з США. У 1795 році він відхилив пропозицію президента США Джорджа Вашингтона прийняти пост міністра закордонних справ.